# Caumont (Gers)
Pour les articles homonymes, voir Caumont.
Caumont (Caumont en gascon) est une commune française située dans l'ouest du département du Gers, en région Occitanie. Sur le plan historique et culturel, la commune est dans le pays de Rivière-Basse, un territoire qui s’allonge dans la moyenne vallée de l’Adour, à l’endroit où le fleuve marque un coude entre Bigorre et Gers.
Exposée à un climat océanique altéré, elle est drainée par le Pesqué et par divers autres petits cours d'eau.
Caumont est une commune rurale qui compte 103 habitants en 2022, après avoir connu un pic de population de 248 habitants en 1846.  Ses habitants sont appelés les Caumontois ou  Caumontoises.

## Géographie

### Localisation
Limitrophe de Maulichères et de Saint-Martin-d'Armagnac, Caumont est situé sur les contreforts nord de la vallée de l'Adour, au nord de Tarsac. Le sud de la commune est dans la vallée de cette rivière. Le nord, sur les hauteurs.

### Communes limitrophes
Les communes limitrophes sont Lelin-Lapujolle, Maulichères, Saint-Germé, Saint-Griède, Saint-Martin-d'Armagnac et Tarsac.
|                 | Saint-Griède | Saint-Martin-d'Armagnac |
| Lelin-Lapujolle | Caumont      | Maulichères             |
| Saint-Germé     | Tarsac       |                         |

### Géologie et relief
La superficie de la commune est de 715 hectares ; son altitude varie de 98  à   193 mètres.

### Hydrographie

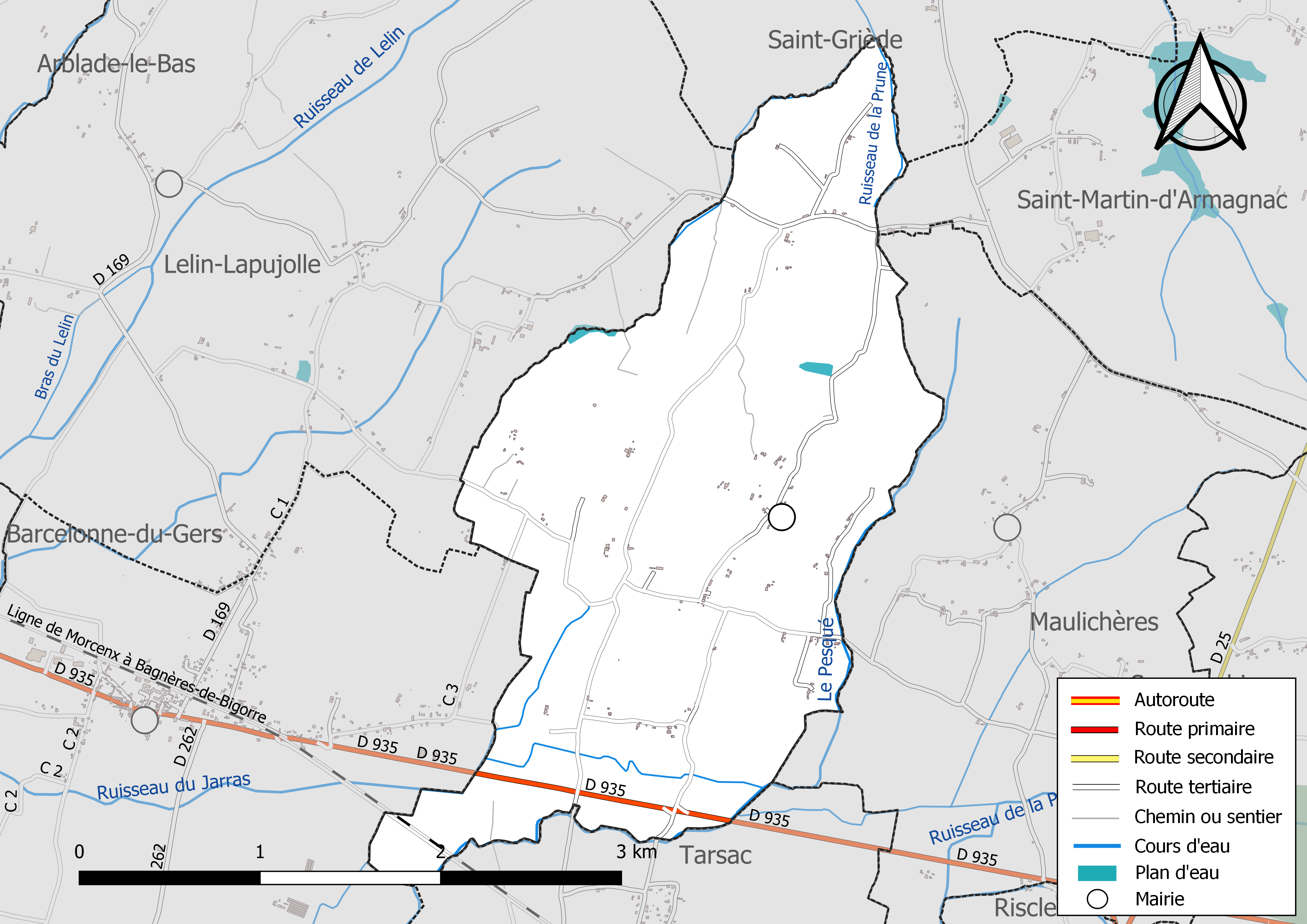
Réseaux hydrographique et routier de Caumont.

La commune est dans le bassin de l'Adour, au sein du bassin hydrographique Adour-Garonne. Elle est drainée par le Pesqué et le ruisseau de la Prune et par divers petits cours d'eau, qui constituent un réseau hydrographique de 7 km de longueur totale,.

### Climat
Pour des articles plus généraux, voir Climat de l'Occitanie et Climat du Gers.
En 2010, le climat de la commune est de type climat océanique altéré, selon une étude s'appuyant sur une série de données couvrant la période 1971-2000. En 2020, Météo-France publie une typologie des climats de la France métropolitaine dans laquelle la commune est toujours exposée à un climat océanique altéré et est dans la région climatique Aquitaine, Gascogne, caractérisée par une pluviométrie abondante au printemps, modérée en automne, un faible ensoleillement au printemps, un été chaud (19,5 °C), des vents faibles, des brouillards fréquents en automne et en hiver et des orages fréquents en été (15 à 20 jours).
Pour la période 1971-2000, la température annuelle moyenne est de 13,9 °C, avec une amplitude thermique annuelle de 15 °C. Le cumul annuel moyen de précipitations est de 949 mm, avec 11,5 jours de précipitations en janvier et 7,2 jours en juillet. Pour la période 1991-2020, la température moyenne annuelle observée sur la station météorologique la plus proche, située sur la commune de Maumusson-Laguian à 9 km à vol d'oiseau, est de 14,1 °C et le cumul annuel moyen de précipitations est de 1 021,5 mm,. Pour l'avenir, les paramètres climatiques de la commune estimés pour 2050 selon différents scénarios d'émission de gaz à effet de serre sont consultables sur un site dédié publié par Météo-France en novembre 2022.

### Milieux naturels et biodiversité
Aucun espace naturel présentant un intérêt patrimonial n'est recensé sur la commune dans l'inventaire national du patrimoine naturel,,.

## Urbanisme

### Typologie
Au 1er janvier 2024, Caumont est catégorisée commune rurale à habitat très dispersé, selon la nouvelle grille communale de densité à sept niveaux définie par l'Insee en 2022.
Elle est située hors unité urbaine et hors attraction des villes,.

### Occupation des sols
L'occupation des sols de la commune, telle qu'elle ressort de la base de données européenne d’occupation biophysique des sols Corine Land Cover (CLC), est marquée par l'importance des territoires agricoles (81,5 % en 2018), une proportion identique à celle de 1990 (81,5 %). La répartition détaillée en 2018 est la suivante : 
terres arables (53,8 %), zones agricoles hétérogènes (27,7 %), forêts (18,5 %). L'évolution de l’occupation des sols de la commune et de ses infrastructures peut être observée sur les différentes représentations cartographiques du territoire : la carte de Cassini (XVIIIe siècle), la carte d'état-major (1820-1866) et les cartes ou photos aériennes de l'IGN pour la période actuelle (1950 à aujourd'hui).

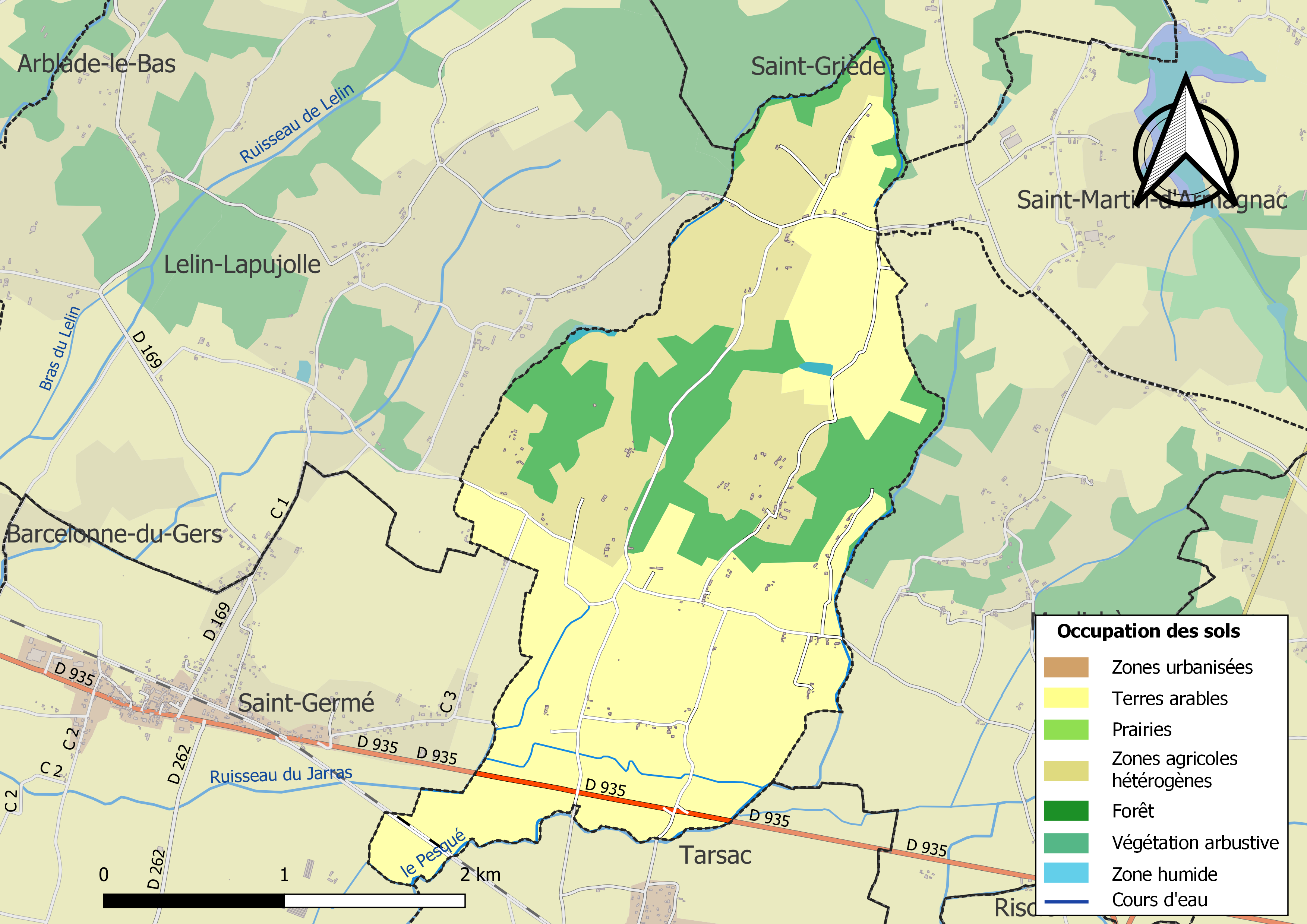
Carte des infrastructures et de l'occupation des sols de la commune en 2018 (CLC).

### Voies de communication et transports
Accès avec la route départementale D 935 qui relie Barcelonne-du-Gers à Termes-d'Armagnac.

### Risques naturels et technologiques
Caumont se situe en zone de sismicité 2 (sismicité faible).

## Histoire
Caumont est le village le plus ancien du Gers.

## Politique et administration

### Administration municipale
Le nombre d'habitants au recensement de 2011 étant compris entre 100 et 499, le nombre de membres du conseil municipal pour l'élection de 2014 est de onze,.

### Rattachements administratifs et électoraux
Commune faisant partie de la communauté de communes Armagnac-Adour et du canton d'Adour-Gersoise (avant le redécoupage départemental de 2014, Caumont faisait partie de l'ex-canton de Riscle et avant le 1er janvier 2017 elle faisait partie de la communauté de communes des Monts et vallées de l'Adour).

### Liste des maires

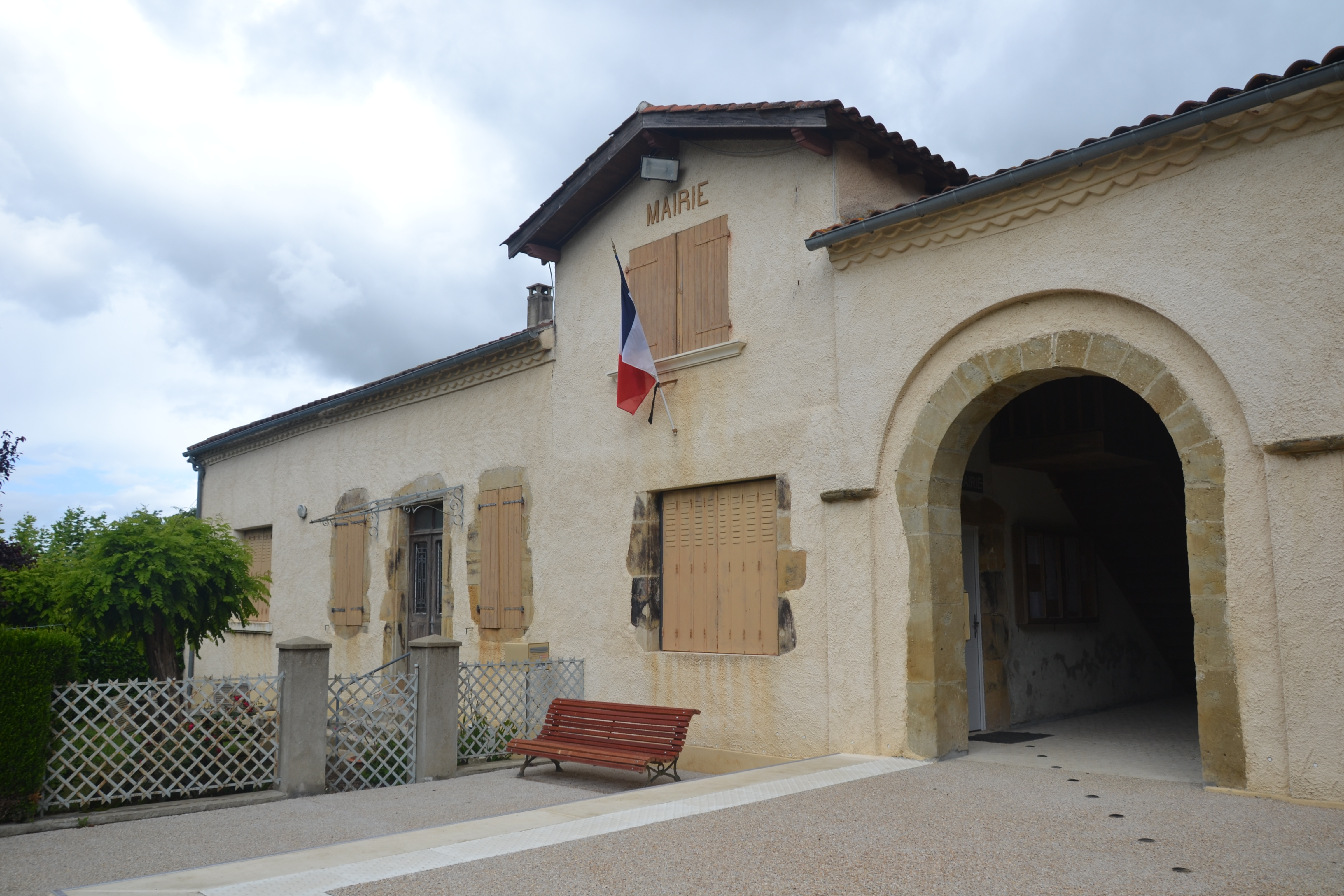
mairie de Caumont

| Période                                  | Période  | Identité               | Étiquette | Qualité     |
| ---------------------------------------- | -------- | ---------------------- | --------- | ----------- |
| mars 2001                                | En cours | Jean-Claude Franchetto | DVD       | Agriculteur |
| Les données manquantes sont à compléter. |          |                        |           |             |

## Population et société

### Démographie
L'évolution du nombre d'habitants est connue à travers les recensements de la population effectués dans la commune depuis 1793. Pour les communes de moins de 10 000 habitants, une enquête de recensement portant sur toute la population est réalisée tous les cinq ans, les populations de référence des années intermédiaires étant quant à elles estimées par interpolation ou extrapolation. Pour la commune, le premier recensement exhaustif entrant dans le cadre du nouveau dispositif a été réalisé en 2008.

En 2022, la commune comptait 103 habitants, en évolution de −1,9 % par rapport à 2016 (Gers : +1,04 %, France hors Mayotte : +2,11 %).
| 1793 | 1800 | 1806 | 1821 | 1831 | 1841 | 1846 | 1851 | 1856 |
| ---- | ---- | ---- | ---- | ---- | ---- | ---- | ---- | ---- |
| 202  | 204  | 245  | 244  | 227  | 238  | 248  | 239  | 236  |

| 1861 | 1866 | 1872 | 1876 | 1881 | 1886 | 1891 | 1896 | 1901 |
| ---- | ---- | ---- | ---- | ---- | ---- | ---- | ---- | ---- |
| 231  | 226  | 205  | 200  | 202  | 187  | 189  | 174  | 159  |

| 1906 | 1911 | 1921 | 1926 | 1931 | 1936 | 1946 | 1954 | 1962 |
| ---- | ---- | ---- | ---- | ---- | ---- | ---- | ---- | ---- |
| 170  | 148  | 150  | 139  | 128  | 139  | 135  | 120  | 144  |

| 1968 | 1975 | 1982 | 1990 | 1999 | 2006 | 2008 | 2013 | 2018 |
| ---- | ---- | ---- | ---- | ---- | ---- | ---- | ---- | ---- |
| 128  | 98   | 108  | 102  | 103  | 122  | 127  | 113  | 100  |

| 2022 | - | - | - | - | - | - | - | - |
| ---- | - | - | - | - | - | - | - | - |
| 103  | - | - | - | - | - | - | - | - |

| selon la population municipale des années : | 1968 | 1975 | 1982 | 1990 | 1999 | 2006 | 2009 | 2013 |
| Rang de la commune dans le département      | 429  | 382  | 321  | 384  | 331  | 320  | 316  | 341  |
| Nombre de communes du département           | 466  | 462  | 462  | 462  | 463  | 463  | 463  | 463  |

### Enseignement
Caumont fait partie de l'académie de Toulouse.

### Activités sportives
Chasse, pétanque,

## Économie

### Emploi
|                | 2008  | 2013  | 2018  |
| -------------- | ----- | ----- | ----- |
| Commune        | 3,9 % | 6,8 % | 7,9 % |
| Département    | 6,1 % | 7,5 % | 8,2 % |
| France entière | 8,3 % | 10 %  | 10 %  |

En 2018, la population âgée de 15 à 64 ans s'élève à 63 personnes, parmi lesquelles on compte 71,4 % d'actifs (63,5 % ayant un emploi et 7,9 % de chômeurs) et 28,6 % d'inactifs,. Depuis 2008, le taux de chômage communal (au sens du recensement) des 15-64 ans est inférieur à celui de la France et du département.
La commune est hors attraction des villes,. Elle compte 15 emplois en 2018, contre 11 en 2013 et 14 en 2008. Le nombre d'actifs ayant un emploi résidant dans la commune est de 42, soit un indicateur de concentration d'emploi de 35,4 % et un taux d'activité parmi les 15 ans ou plus de 51,6 %.
Sur ces 42 actifs de 15 ans ou plus ayant un emploi, 7 travaillent dans la commune, soit 17 % des habitants. Pour se rendre au travail, 90,5 % des habitants utilisent un véhicule personnel ou de fonction à quatre roues, 2,4 % les transports en commun, 2,4 % s'y rendent en deux-roues, à vélo ou à pied et 4,8 % n'ont pas besoin de transport (travail au domicile).

### Activités hors agriculture
5 établissements sont implantés  à Caumont au 31 décembre 2019.
Le secteur de l'industrie manufacturière, des industries extractives et autres est prépondérant sur la commune puisqu'il représente 60 % du nombre total d'établissements de la commune (3 sur les 5 entreprises implantées  à Caumont), contre 12,3 % au niveau départemental.

### Agriculture
|               | 1988 | 2000 | 2010 | 2020 |
| ------------- | ---- | ---- | ---- | ---- |
| Exploitations | 17   | 9    | 6    | 7    |
| SAU (ha)      | 392  | 414  | 432  | 463  |

La commune est dans la Rivière Basse, une petite région agricole occupant une partie ouest du département du Gers. En 2020, l'orientation technico-économique de l'agriculture  sur la commune est la polyculture et/ou le polyélevage. Sept exploitations agricoles ayant leur siège dans la commune sont dénombrées lors du recensement agricole de 2020 (17 en 1988). La superficie agricole utilisée est de 463 ha,,.

## Culture locale et patrimoine

### Lieux et monuments
- L'église Saint-Sernin est un édifice roman du XIe siècle.

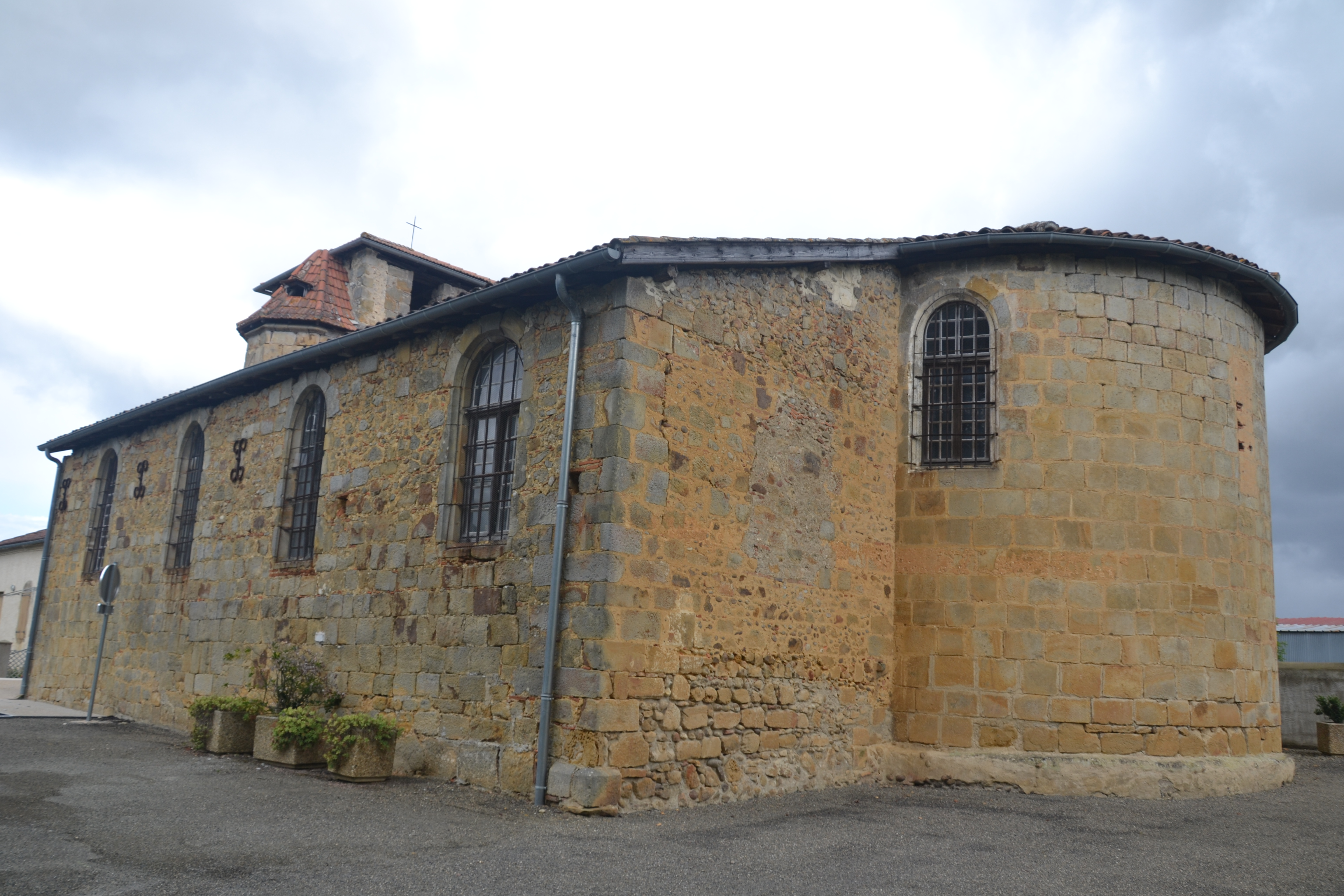
Abside de l'Église Saint-Sernin
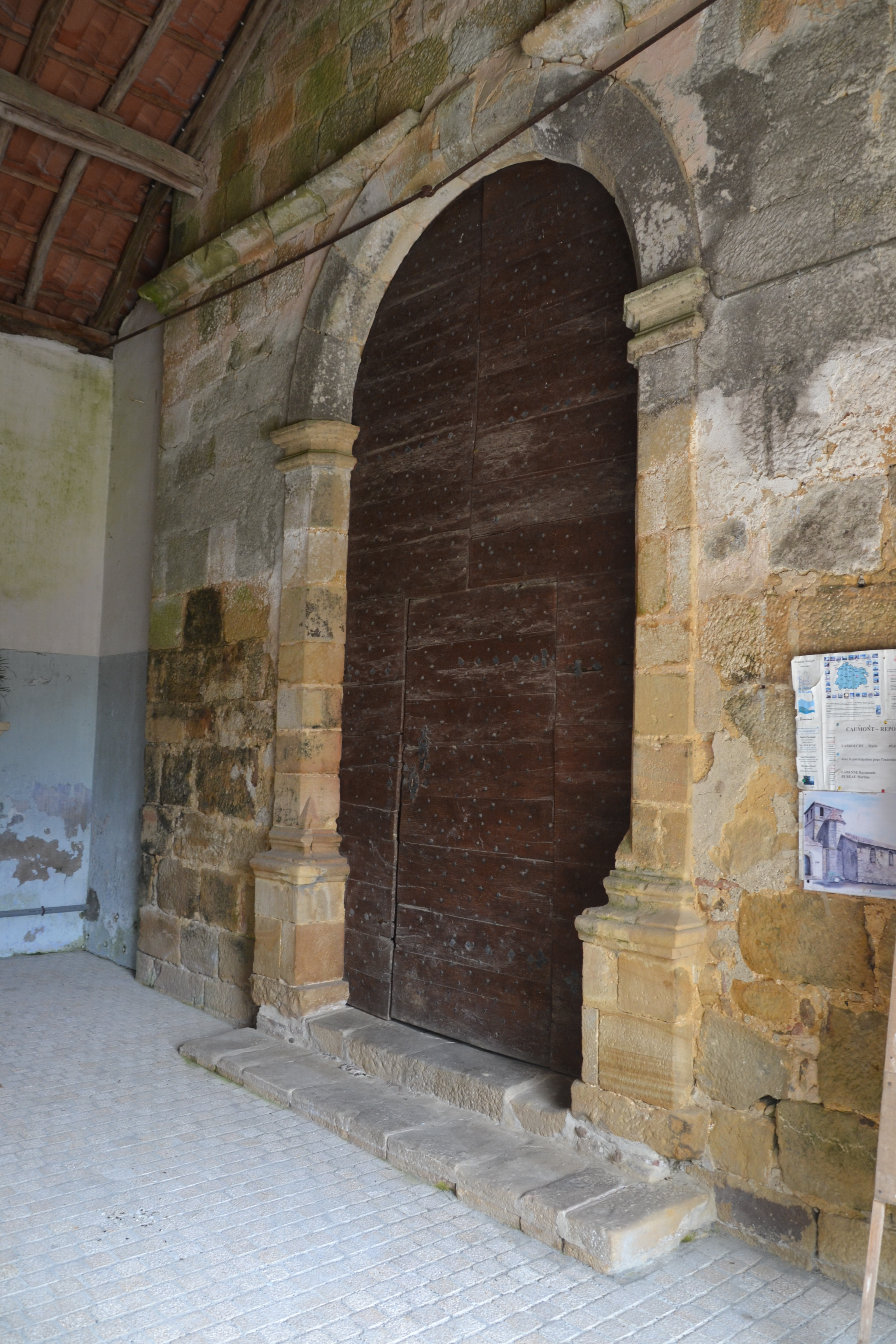
Portail de l'église
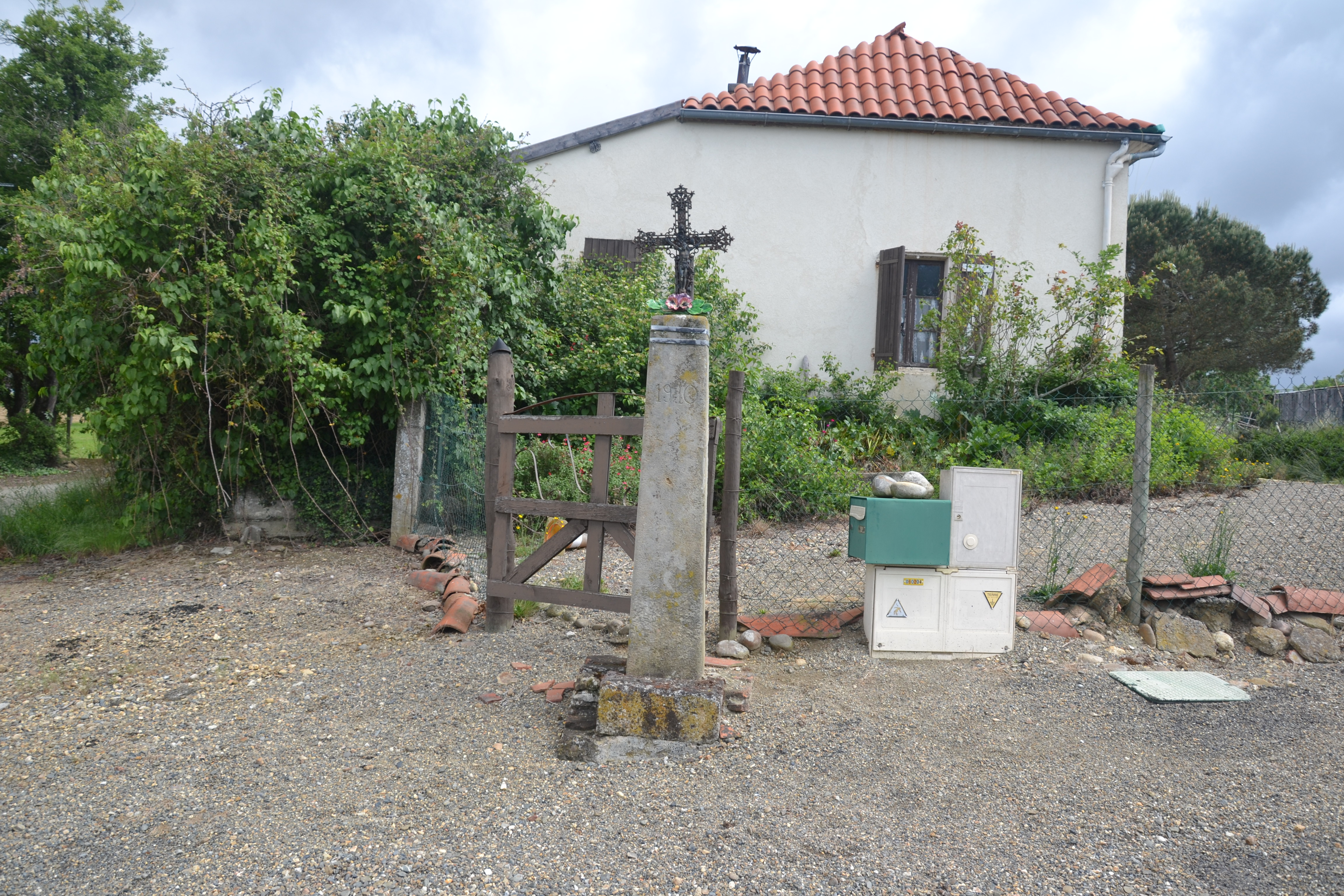
Monument avec une croix
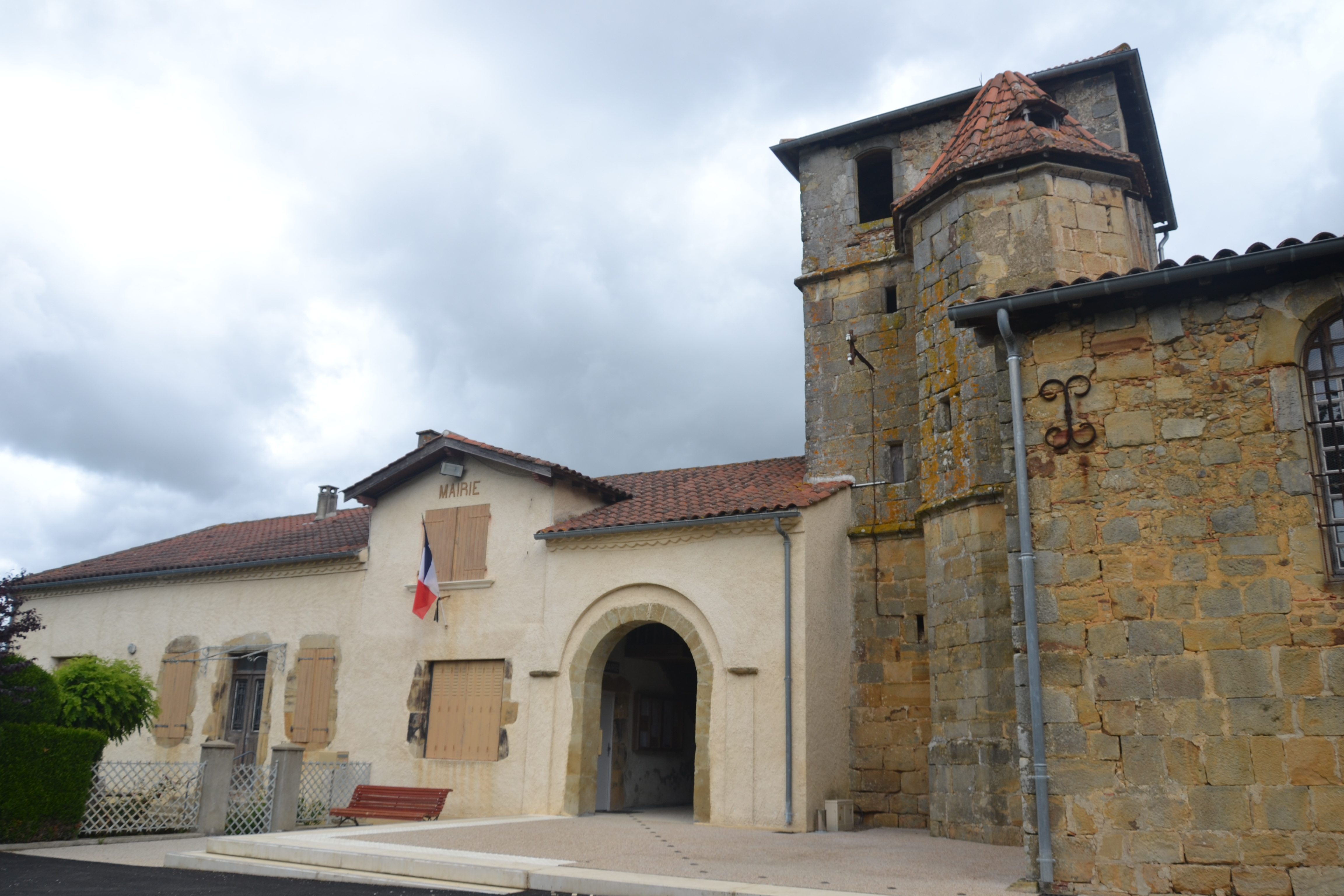
La mairie et l'église
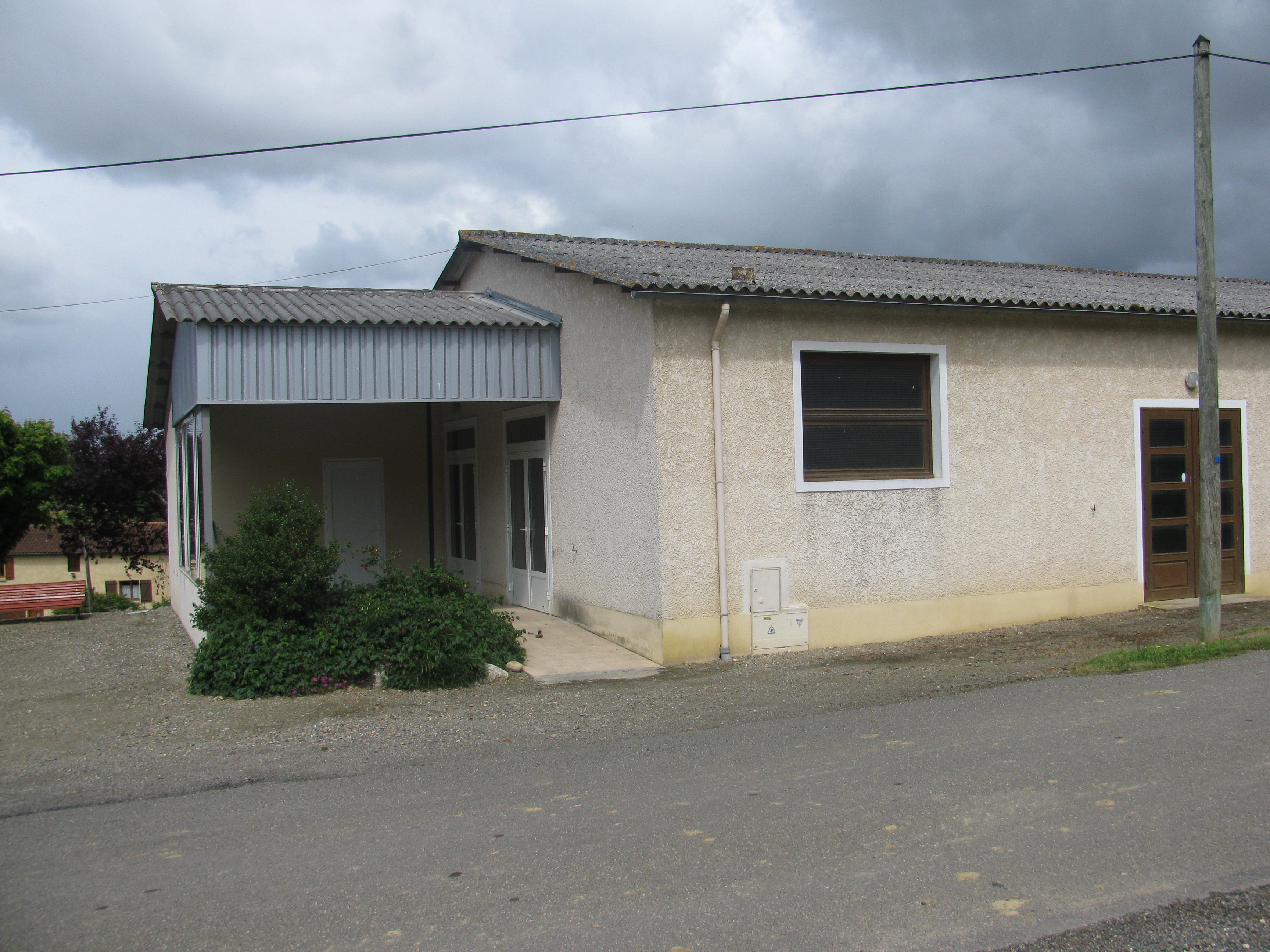
Service communal
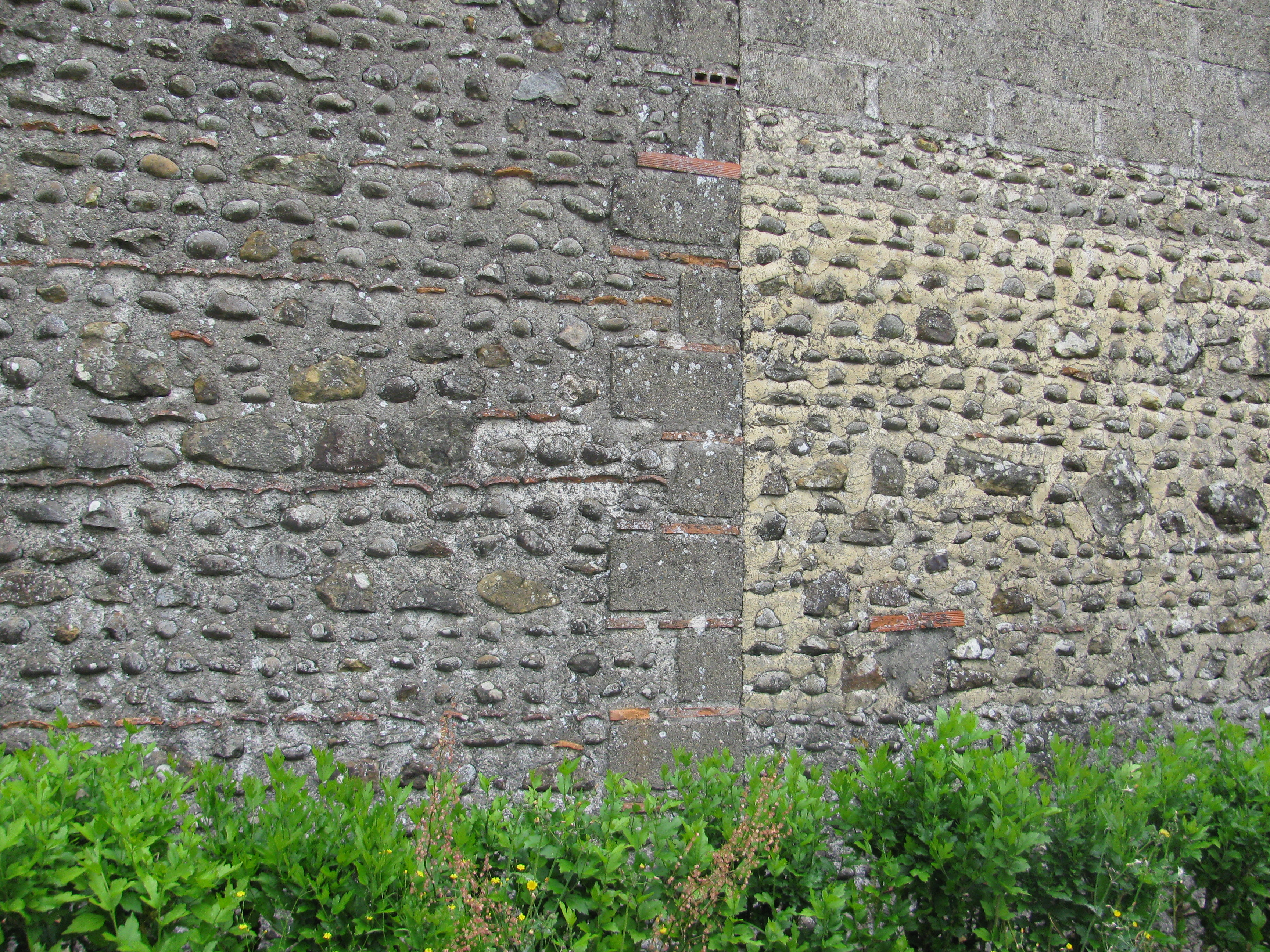
Murs en galets dits coudelières
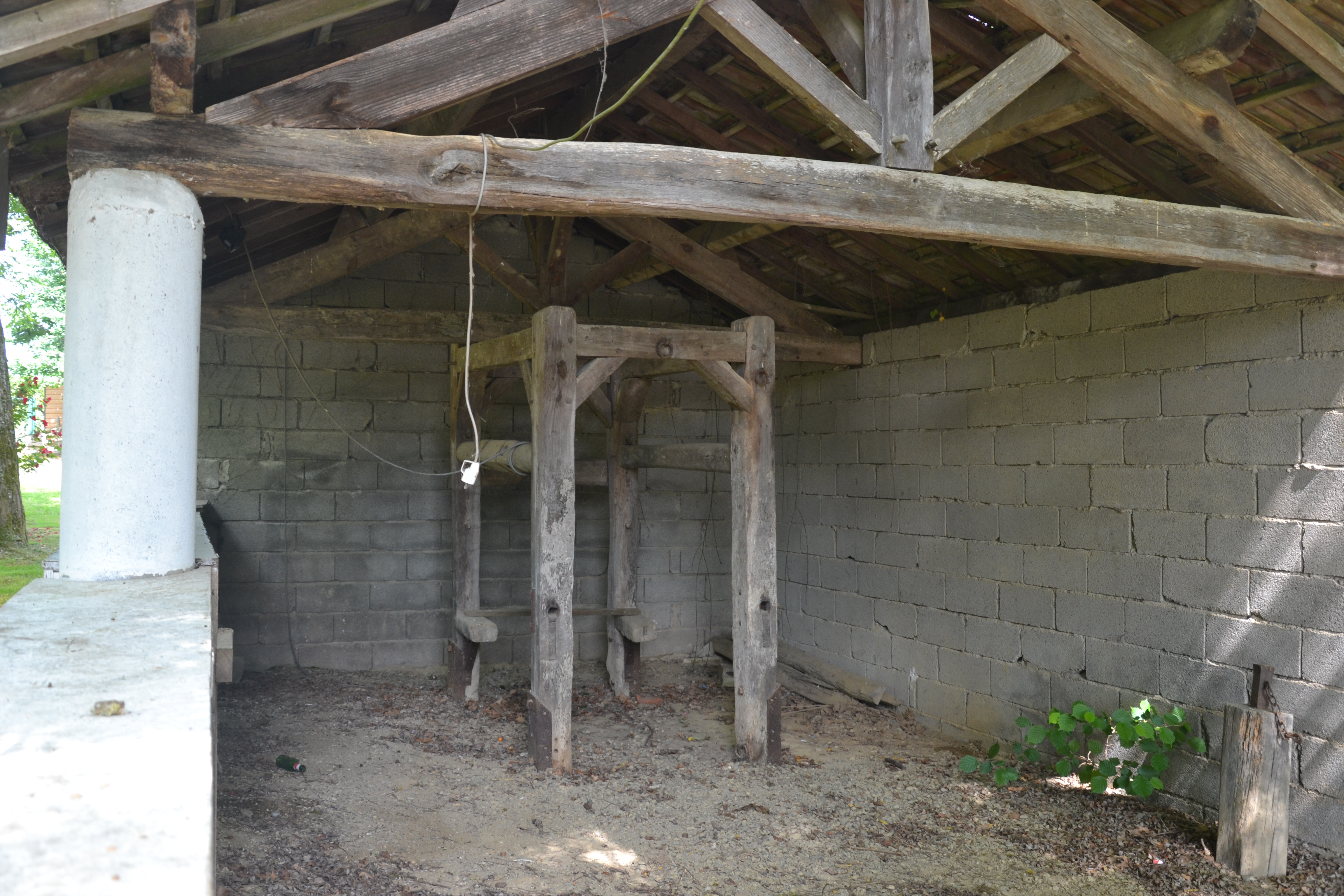
Travail à ferrer les bovins
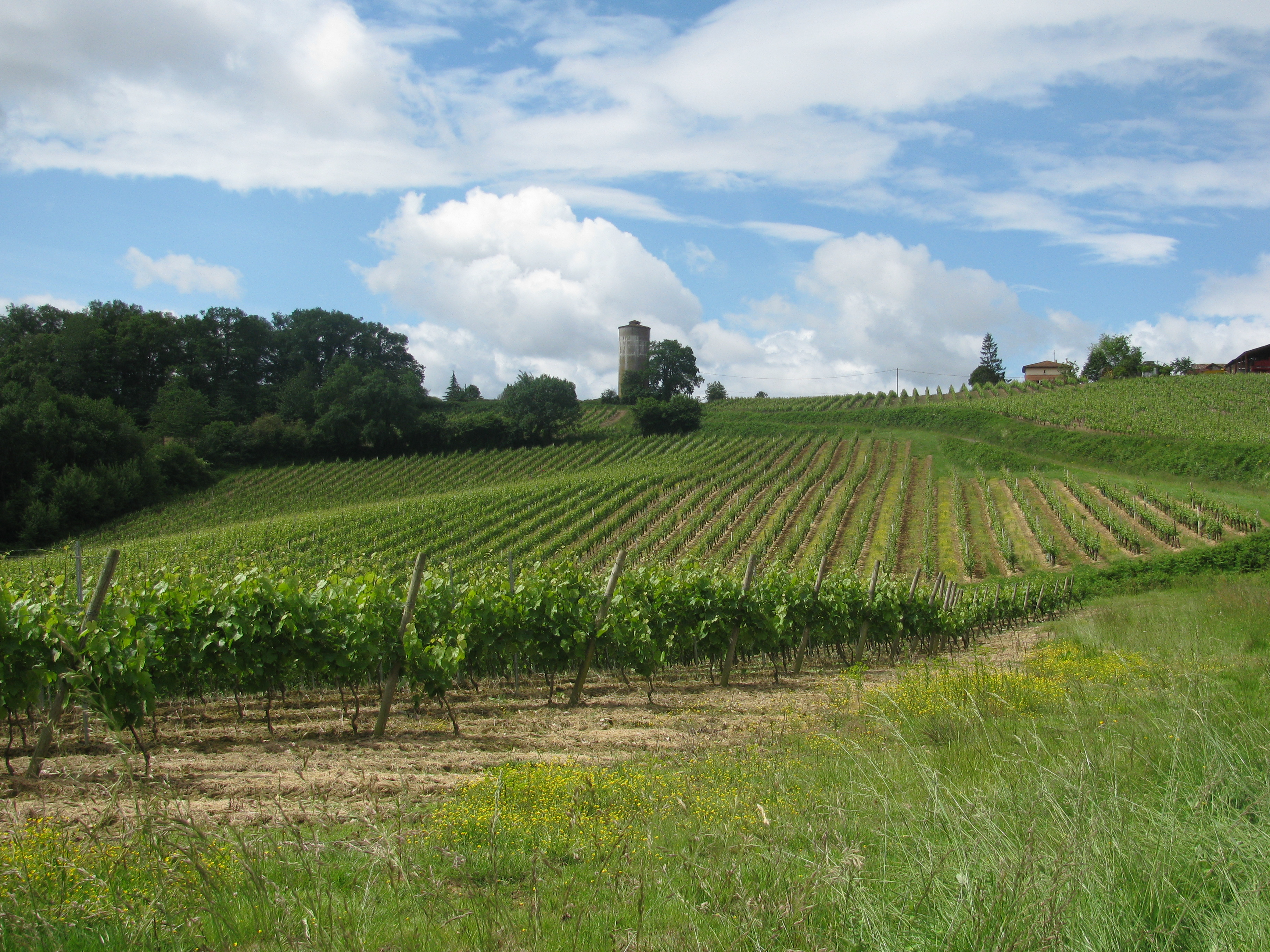
Vigne de l'AOC Saint-mont
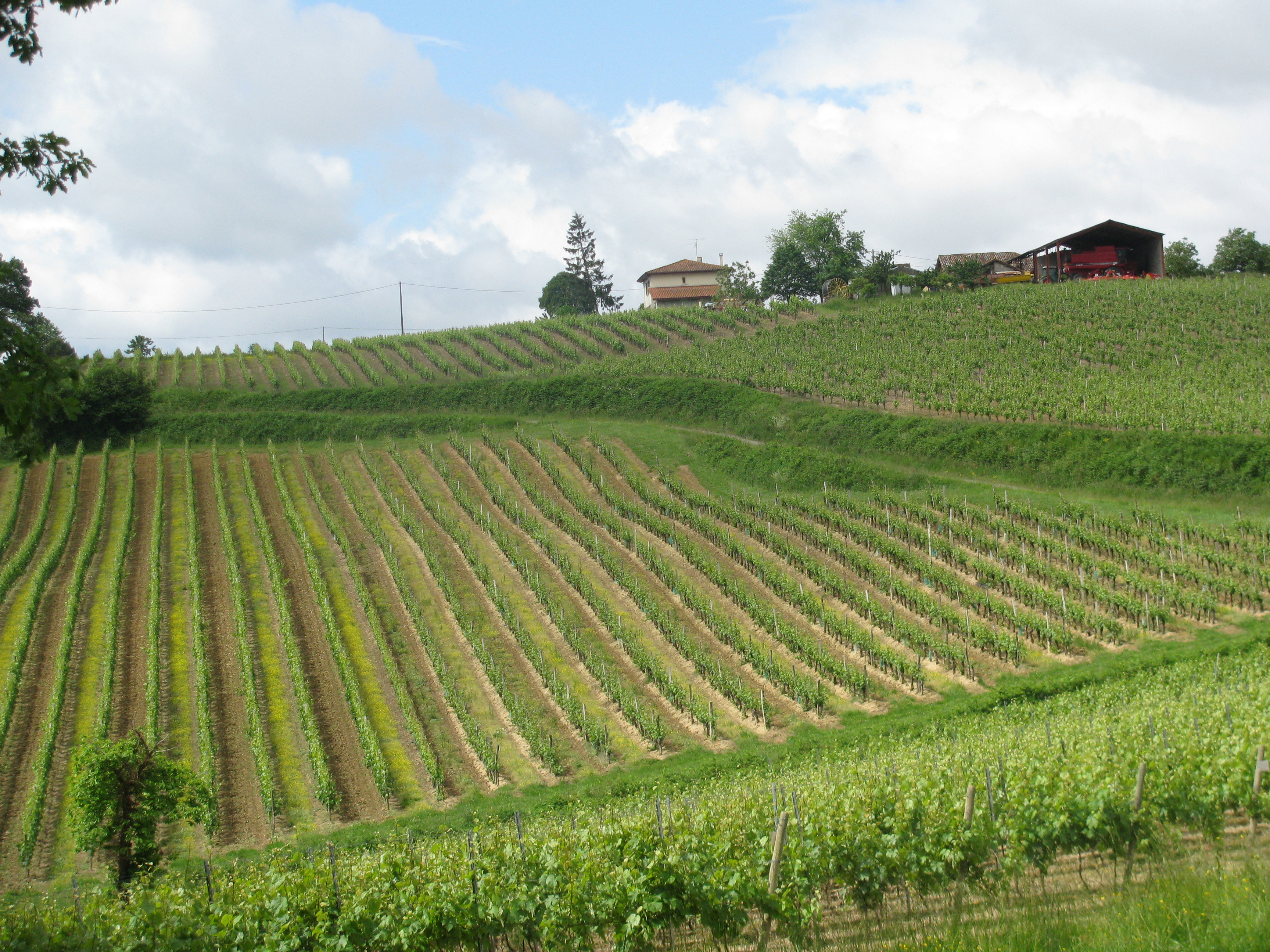
Vignes de Saint-mont : le parcellaire

### Personnalités liées à la commune
- Jean Meyniel homme politique né le 17 mai 1734 à Caumont.